# ゴールデングローブ賞 主題歌賞
ゴールデングローブ賞 主題歌賞（ゴールデングローブしょう しゅだいかしょう、Golden Globe Award for Best Original Song）は、ゴールデングローブ賞の部門の一つ。
1962年に初めて設けられ、1965年以降は毎年選定されている。
和訳では主題歌となっているが、挿入歌も受賞対象に含まれる（2022年に受賞した「ナートゥ・ナートゥ」（『RRR』）など）。

## 受賞リスト
- 受賞年 受賞曲名（受賞曲名邦題） - 映画の原題 （映画の邦題） の書式で記す。

### 1960年代
- 1961年 Town Without Pity（非情の町） - Town Without Pity （非情の町）
- 1964年 Circus World（サーカスの世界） - Circus World （サーカスの世界）
- 1965年 Forget Doman - The Yellow Rolls-Royce（黄色いロールスロイス)
- 1966年 Strangers in the Night（夜のストレンジャー） - A Man Could Get Killed （ダイヤモンド作戦）
- 1967年 If Ever I Should Leave You - Camelot（キャメロット）
- 1968年 The Windmills of Your Mind（風のささやき）- The Thomas Crown Affair （華麗なる賭け）
- 1969年 Jean - The Prime of Miss Jean Brodie （ミス・ブロディの青春（英語版））

### 1970年代
- 1970年 Whistling Away the Dark - Darling Lili（暁の出撃）
- 1971年 Life Is What You Make It - Kotch （コッチおじさん）
- 1972年 Ben - Ben
- 1973年 The Way We Were（追憶のテーマ） - The Way We Were （追憶）
- 1974年 Benji's Theme (I Feel Love) （ベンジーのテーマ） - Benji （ベンジー）
- 1975年 I'm Easy - Nashville （ナッシュビル）
- 1976年 Evergreen (Love Theme From A Star Is Born)（スター誕生の愛のテーマ） - A Star Is Born （スター誕生）
- 1977年 You Light Up My Life - You Light Up My Life （マイ・ソング（英語版））
- 1978年 Last Dance - Thank God It's Friday （イッツ・フライデー）
- 1979年 The Rose （ローズ）- The Rose （ローズ）

### 1980年代
- 1980年 Fame - Fame （フェーム）
- 1981年 Best That You Can Do - Arthur （ミスター・アーサー）
- 1982年 Up Where We Belong（愛と青春の旅だち） - An Officer and A Gentleman （愛と青春の旅だち）
- 1983年 Flashdance... What a Feeling（フラッシュダンス：ホワット・ア・フィーリング） - Flashdance （フラッシュダンス）
- 1984年 I Just Called to Say I Love You（心の愛） - The Woman In Red （ウーマン・イン・レッド）
- 1985年 Say You, Say Me - White Nights （ホワイトナイツ/白夜）
- 1986年 Take My Breath Away（愛は吐息のように） - Top Gun （トップガン）
- 1987年 (I've Had) The Time Of My Life （タイム・オブ・マイ・ライフ） - Dirty Dancing （ダーティ・ダンシング）
- 1988年 Let the River Run - Working Girl （ワーキング・ガール）/ Two Hearts - Buster （フィル・コリンズ in バスター） <2曲受賞>
- 1989年 Under the Sea - The Little Mermaid （リトル・マーメイド）

### 1990年代
- 1990年 Blaze of Glory - Young Guns II （ヤングガン2）
- 1991年 Beauty and the Beast （美女と野獣）- Beauty and the Beast （美女と野獣）
- 1992年 A Whole New World （ホール・ニュー・ワールド）- Aladdin （アラジン）
- 1993年 Streets Of Philadelphia - Philadelphia （フィラデルフィア）
- 1994年 Can You Feel the Love Tonight （愛を感じて） - The Lion King （ライオン・キング）
- 1995年 Colors of the Wind - Pocahontas （ポカホンタス）
- 1996年 You Must Love Me - Evita （エビータ）
- 1997年 My Heart Will Go On （タイタニック・愛のテーマ） - Titanic （タイタニック）
- 1998年 The Prayer - Quest for Camelot （魔法の剣 キャメロット）
- 1999年 You'll Be in My Heart - Tarzan （ターザン）

### 2000年代
- 2000年 Things Have Changed（シングス・ハヴ・チェンジド） - Wonder Boys （ワンダー・ボーイズ）
- 2001年 Until...（アンティル…） - Kate & Leopold （ニューヨークの恋人）
- 2002年 The Hands That Built America  - Gangs of New York （ギャング・オブ・ニューヨーク）
- 2003年 Into the West - The Lord of the Rings: The Return of the King （ロード・オブ・ザ・リング/王の帰還）
- 2004年 Old Habits Die Hard - Alfie （アルフィー）
- 2005年 A Love That Will Never Grow Old - Brokeback Mountain （ブロークバック・マウンテン）
- 2006年 Song of the Heart - Happy Feet （ハッピー フィート）
- 2007年 Guaranteed - Into the Wild（イントゥ・ザ・ワイルド）
- 2008年 The Wrestler - The Wrestler（レスラー）
- 2009年 The Weary Kind - Crazy Heart（クレイジー・ハート）

### 2010年代
- 2010年 「ユー・ハヴント・シーン・ザ・ラスト・オブ・ミー」 - 『バーレスク』
- 2011年 「マスターピース」 - 『ウォリスとエドワード 英国王冠をかけた恋』
- 2012年 「スカイフォール」 - 『007 スカイフォール』
- 2013年 「オーディナリー・ラヴ」 - 『マンデラ 自由への長い道』
- 2014年 「Glory」 - 『グローリー/明日への行進』
- 2015年 「Writing's on the Wall」 - 『007 スペクター』
- 2016年 「City of Stars」 - 『ラ・ラ・ランド』
- 2017年 「This Is Me」 - 『グレイテスト・ショーマン』
- 2018年 「シャロウ 〜『アリー/ スター誕生』 愛のうた」 - 『アリー/ スター誕生』
- 2019年 「(アイム・ゴナ)ラヴ・ミー・アゲイン」 - 『ロケットマン』

### 2020年代
- 2020年 「Io sì (Seen)」 - 『The Life Ahead』
- 2021年 「ノー・タイム・トゥ・ダイ」 - 『007/ノー・タイム・トゥ・ダイ』
- 2022年 「ナートゥ・ナートゥ」 - 『RRR』[1]